# ハビ・ロドリゲス
ハビ・ロドリゲス（Javi Rodríguez）ことハビエル・ロドリゲス・ネブレダ（Javier Rodríguez Nebreda, 1974年3月26日 - ）は、スペイン・サンタ・クローマ・ダ・グラマネート出身のフットサル選手、フットサル指導者。ポジションはアラ。フットサルスペイン代表。

## 経歴
フットサルスペイン代表としては、2001年・2005年・2007年・2010年にUEFAフットサル選手権で優勝し、2010年大会では得点王（タイ）と大会最優秀選手賞を受賞した。2000年と2004年にFIFAフットサルワールドカップで優勝した。2005年にはアンブロフットサルアワードの世界最優秀選手賞を受賞した。2013年にはスペイン王立スポーツ勲章を受章した。

## 所属クラブ
- 1992-1997  FSガルシア（スペイン語版）
- 1997-2006  プラジャス・デ・カステジョンFS
- 2006-2012  FCバルセロナ
- 2012-2014  クウェート・クラブ
- 2014-2015  バクー・ユナイテッドFC（英語版）

## 指導クラブ
- 2017-2018  ジェールETO FC

## タイトル

### クラブ
- プラジャス・デ・カステジョンFS
プリメーラ・ディビシオン (2) : 1999-00, 2000-01
スーペルコパ・デ・エスパーニャ（スペイン語版） (1) : 2004
フットサルヨーロッパクラブ選手権 (1) : 2000-01
UEFAフットサルカップ (2) :  2000-01, 2002-03

- FCバルセロナ
プリメーラ・ディビシオン (2) : 2010-11, 2011-12
コパ・デル・レイ (2) : 2010-11, 2011-12
コパ・デ・エスパーニャ (1) : 2010-11
UEFAフットサルカップ (1) :  2011-12

### 代表
- スペイン代表
UEFAフットサル選手権 (4) :  2001, 2005, 2007, 2010
FIFAフットサルワールドカップ (2) : 2000, 2004

### 個人
- プリメーラ・ディビシオン最優秀選手賞 (1) : 2001
- FIFAフットサルワールドカップ優秀選手賞 (1) : 2004